# Antonio Parras
Antonio Parras   (Barcelona, 4 de febrer de 1929 - 13è districte de París, 29 de maig de 2010) és el nom artístic de Juan Antonio Parras Monlat, va ser un dibuixant de còmic que va treballar majoritàriament per al mercat francès.

## Biografia
Antonio Parras, és un dibuixant de còmic, que va néixer a Barcelona el 2 febrer del 1929 i va morir a França el 2 Juny del 2010. El gruix de la seva obra va ser pel mercat francès. Abans de poder guanyar-se la vida com a dibuixant de còmics va treballar com a ajudant de químic, secretari d'un advocat i de retocador a una impremta.
Alguns dels seus primers treballs com a dibuixant de còmic els va fer per revistes com El Globo i KKO amb guions de Joaquín de Haro, de l'editorial De Haro, el 1950.
Va treballar per a l'editorial Bruguera durant un temps i es va instal·lar a París, França, el 1955. Va començar una associació amb agències de premsa del món i l'EDI-France, i va dibuixar diversos relats històrics de la sèrie 'Les Belles Histoires de l'Oncle Paul' (en Spirou) i 'Les Grands Noms de l'Histoire de France "(en Pistolin), tots dos amb guions de Jean-Michel Charlier. En 1956, ell va dibuixar 'Alerte au Gabon' a Risque-Tout i va contribuir il·lustracions a Line, Sonia, Ici Paris, Bonjour bonheur i Vaillant .

## Obra i Personatges
| Anys      | Publicació                      | Títol / Personatge                | Format           | Guionista                 | Editorial                       | Notes                                      |
| --------- | ------------------------------- | --------------------------------- | ---------------- | ------------------------- | ------------------------------- | ------------------------------------------ |
| 1947      | Frank Ross                      | Frank Ross                        | Quadern vertical | Antonio Parras            | Ediciones Fantasio              | als números 1,2                            |
| 1948      | KKO                             | Varis                             | Quadern vertical | Varis                     | Ediciones Hercules              | als números 3,5,9,11                       |
| 1950      | La Dama del Antifaz             | Sense dades                       | Quadern apaisat  | Sense dades               | De Haro/Selecciones Editoriales | 1 número publicat                          |
| 1950      | El Duende por Antonio Parras    | Sense dades                       | Quadern vertical | Joaquín Haro              | De Haro/Selecciones Editoriales | 1 número publicat                          |
| 1955-1956 | Bisonte Gráfico                 | Colección Dan/ Bisonte Grafico    | Quadern vertical | B. Gaylord                | Editorial Bruguera              | 24 números publicats                       |
| 1978      | Espolique                       | eSpOliQue                         | Quadern vertical | Faustino Rodríguez Arbesú | Isaac del rivero.JR. editor.    | als números 1, 2, 3, 4, 6                  |
| 1984      | Totem                           | TOTEM /TOTEM Magazine             | Revista de còmic | varis                     | Nueva Frontera, S.A.            | al número 56                               |
| 1980-1986 | Comix internacional             | Ilustración + Comix Internacional | Revista de còmic | varis                     | Toutain Editor                  | al numero 64,65,66                         |
| 1981      | Címoc Especial                  | Ilustración + Comix Internacional | Revista de còmic | varis                     | Norma Editorial                 | al numero 9 (Címoc especial Heroinas)      |
| 2005-2007 | El Meridiano de la Bruna        | Ilustración + Comix Internacional | Llibre de còmic  | varis                     | Norma Editorial                 | al numero 1 (Amaneceres Purpuras) 2 (Saba) |
| 1950 ?    | Estrellita                      | Diversos                          | Cuadern Vertical | varis                     | Ediciones Hercules              | 15 números publicats                       |
| 2008 ?    | Tormenta sobre España 1936-1939 | Diversos                          | Album cartone    | Victor Mora               | Ediciones Glénat, S.L.          | Numero Únic                                |